# Nikon D50
La Nikon D50 è una macchina fotografica DSLR entry level, la prima lanciata dalla casa nipponica con un prezzo inferiore ai 1000 euro.

## Caratteristiche
È insieme con la D70 e la D70s l'unica entry level nikon ad avere un motore AF interno, il che permette di montare anche le ottiche non AF-S e di avere comunque la messa a fuoco automatica. È compatibile con gli obiettivi F-mount AI, AI-S e buona parte degli AF (con i primi due tipi non sono disponibili le funzionalità dell'esposimetro). È incorporato il faro di assistenza AF, per mettere a fuoco anche in condizioni di luce scarsa. Monta un display lcd da 2" a 130.000 colori e senza la possibilità di live view. Il sistema esposimetrico funziona con le tipiche tre modalità: color matrix 3D, semi-spot e spot. Per la modalità spot la lettura esposimetrica viene effettuata sul punto di messa a fuoco (5 disponibili) scelto.
Il flash incorporato non funziona come flash commander per il sistema di flash Nikon e comunque se non si vuole usare un flash aggiuntivo in modalità manuale occorre montare un flash che supporti l'i-ttl.